# Schima mertensiana
Schima mertensiana är en tvåhjärtbladig växtart som beskrevs av Gen-Iti Koidzumi. Schima mertensiana ingår i släktet Schima och familjen Theaceae. Inga underarter finns listade i Catalogue of Life.